# Marta sui Tubi
Marta sui Tubi è un gruppo musicale italiano di rock alternativo formatosi nel 2002.

## Storia

### Esordi
I Marta sui Tubi sono un progetto nato quando Giovanni Gulino (già voce dei Mama Kin Band prima e degli Use And Abuse poi) e Carmelo Pipitone (già voce e chitarra dei RYM), rispettivamente di Marsala e Petrosino, vengono a conoscenza dei rispettivi progetti acustici scambiandosi dei demo nell'estate del 2002, e decidono di fare musica assieme.
Nell'autunno dello stesso anno il duo si trasferisce a Bologna dove danno vita ai Marta sui Tubi, gruppo che si basa su due voci e una chitarra acustica e che propone sia cover che inediti. Continuano a suonare nei pub bolognesi, riuscendo ad attirare sempre più pubblico e diventando un vero e proprio fenomeno underground. Nel frattempo scrivono nuove canzoni che propongono ai loro concerti.
Nel gennaio 2003 i Marta sui Tubi registrano un demo con 11 canzoni e Fabio Magistrali, produttore di molti artisti tra cui Bugo, accetta il ruolo di produttore artistico della band.

### Muscoli e dei

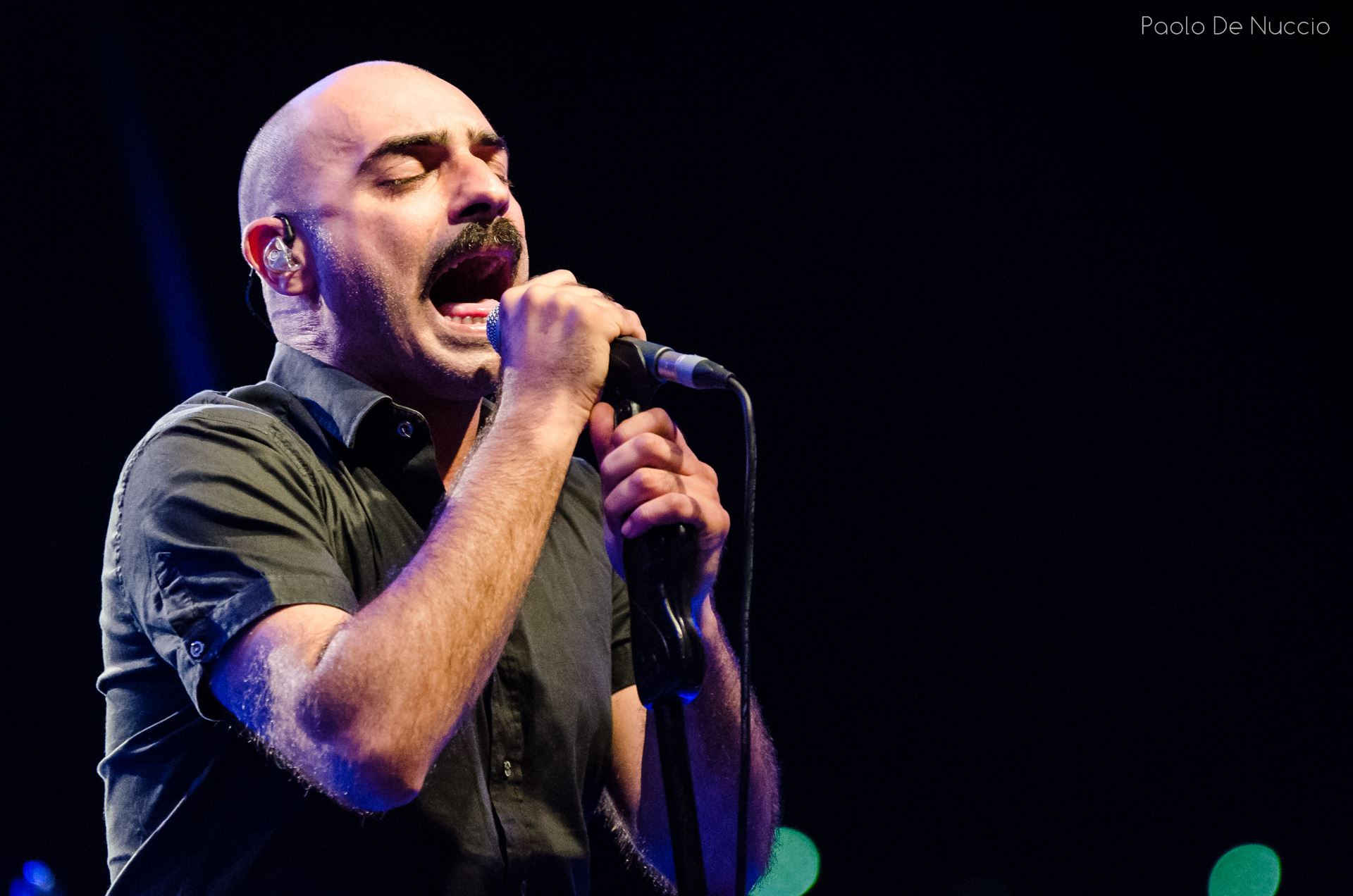
Il frontman del gruppo Giovanni Gulino.

L'album di esordio della band, Muscoli e dei, viene pubblicato nel 2003 da Eclectic Circus Records. Da questo disco verranno estratti i singoli Stitichezza cronica e Vecchi difetti. In un'intervista i Marta sui tubi hanno dichiarato "Muscoli e dei ha rappresentato una scoperta di noi stessi. Abbiamo capito che avremmo potuto cambiare vita, rendendo la musica un lavoro".
Nel 2004 entra a far parte del gruppo il batterista Ivan Paolini. Nello stesso anno la band ha vinto il Premio del Meeting delle etichette indipendenti come "miglior gruppo indipendente italiano".

### C'è gente che deve dormireeSushi & Coca
Nel 2005 viene pubblicato il secondo album, intitolato C'è gente che deve dormire (V2/Eclectic Circus) e prodotto da Marco Tagliola. Il disco vede la partecipazione di alcuni musicisti italiani quali Bobby Solo, Moltheni, Paolo Benvegnù, Enrico Gabrielli e altri. Da questo lavoro vengono estratti i singoli Perché non pesi niente e L'abbandono, con quest'ultimo premiato al MEI come "Miglior video".
Nel 2008 i Marta sui Tubi fondano una loro etichetta discografica, la Tamburi Usati, il cui nome è un anagramma del nome della band. Sotto questa etichetta vengono pubblicati, sempre nel 2008, il DVD+CD Nudi e crudi, contenente registrazioni di diversi concerti, un documentario "on the road" realizzato da Anna Terra e il singolo L'unica cosa, accompagnato dal video Nell'ottobre dello stesso anno pubblicano l'album Sushi & Coca, che è stato realizzato dopo che alla band si sono aggiunti diversi elementi: Paolo Pischedda (organo Hammond e piano) e Mattia Boschi (violoncello). Nell'estate seguente hanno partecipato, tra l'altro, al Concerto del Primo Maggio a Roma, Italia Wave e hanno aperto per i Placebo e Caparezza.
Nel 2009 partecipano alla compilation-progetto Afterhours presentano: Il paese è reale (19 artisti per un paese migliore?) con il brano inedito Mercoledì. Nel mese di settembre, l'etichetta Tamburi Usati pubblica il disco d'esordio del gruppo Il disordine delle cose.

### Carne con gli occhie collaborazioni con Ruggeri e Dalla
Nella primavera 2010 iniziano a lavorare con Tommaso Colliva sul nuovo album, realizzando i brani Coda di lucertola, presente nella compilation Materiali resistenti e il singolo Senza rete, uscito il 26 aprile. Il 26 settembre partecipano al festival musicale Woodstock 5 Stelle organizzato a Cesena dal blog di Beppe Grillo e trasmesso dal canale televisivo nazionale Play.me, che proprio con questa diretta aprì la neonata emittente. In ottobre esce la compilation Romanzo criminale - Il CD (EMI), in cui è presente anche la band siciliana con Il commissario.
Il 2011 vede i Marta sui Tubi a un passo dal 61º Festival di Sanremo, dove la band avrebbe dovuto esibirsi per una sola serata come ospite di Anna Oxa, che tuttavia viene anticipatamente eliminata dalla gara. Il 22 marzo dello stesso anno esce il quarto album della band, Carne con gli occhi, prodotto da Tommaso Colliva. I tre singoli estratti da questo album saranno Cristiana, Di vino e Coincidenze. In luglio partecipano all'Italia Wave di Lecce. Verso la fine del 2011, pubblicano sul proprio sito e sul sito de La Repubblica un EP in "download gratuito" costituito da 6 canzoni registrate live alla Casa del Jazz di Roma e al Magnolia di Milano nelle due tappe del tour.
In gennaio 2012 esce l'album Le canzoni ai testimoni di Enrico Ruggeri, in cui i Marta sui Tubi reinterpretano in duetto con lo stesso Ruggeri nel brano Contessa, portato al successo dai Decibel nel 1980. Il 22 gennaio, durante due concerti bolognesi al Teatro del Navile, i Marta sui Tubi vengono raggiunti sul palco da Lucio Dalla per interpretare i classici Disperato Erotico Stomp e L'anno che verrà. Da quell'incontro nasce la nuova versione di Cromatica, che diviene il quarto e ultimo singolo tratto da Carne con gli occhi: il brano viene riarrangiato e nuovamente inciso in studio con la partecipazione di Dalla alla voce e al clarinetto.
Il 19 giugno del 2012 esce la ristampa di Carne con gli occhi in versione deluxe, denominata Cromatica Edition (Tamburi Usati/Venus). In agosto viene pubblicata la compilation Tributo a Ivan Graziani, a cui partecipano anche i Marta sui Tubi. A settembre dello stesso anno, i Marta sui Tubi partecipano al festival MITO SettembreMusica, realizzando a Torino un concerto speciale in cui oltre la consueta scaletta viene affiancata una parte dedicata a Lucio Dalla, scomparso pochi mesi prima.

### Sanremo 2013 eCinque, la luna e le spine
Nel dicembre 2012 viene annunciata la loro partecipazione al Festival di Sanremo 2013 condotto da Fabio Fazio e Luciana Littizzetto, dove interpretano due brani: Dispari e Vorrei. Il 12 febbraio 2013, durante la prima serata della kermesse, si esibiscono sul palco del Teatro Ariston e viene decretato che la canzone a proseguire la gara è Vorrei. Il 15 febbraio, durante la serata Sanremo Story, si sono esibiti insieme ad Antonella Ruggiero cantando il brano Nessuno del 1959. Riguardo Dispari, il cantante Giovanni Gulino ha dichiarato: "Parla anche di social network, ovviamente. Oggi molti hanno problemi a relazionarsi con gli altri face to face, mentre sono molto sciolti on-line, per loro è molto più semplice conseguire un successo “social” piuttosto che un successo “sociale”. La solitudine di oggi è diversa da quella di vent'anni fa, perché vent'anni fa essere solo significava che qualcuno aveva scelto per te, relegandoti a una situazione di solitudine. Oggi invece sei tu che scegli di essere solo, perché chiunque ha la possibilità di relazionarsi con milioni di persone. Tutto questo, però ti fa sentire dispari, perché non sei più collocato in niente, conosci tante cose, ma non sei collocabile o abbinabile a qualcosa. Poi in questo modo abbiamo anche distrutto la noia, con la possibilità di prendere in mano un telefono e leggere e comunicare in ogni modo."
In contemporanea con il Festival, il 14 febbraio 2013 pubblicano l'album Cinque, la luna e le spine. Ad ispirare il titolo del disco, è il numero che ricorre spesso nella carriera della band, ossia il 5. Il frontman Giovanni Gulino ha infatti affermato: "questo è il nostro 5º album ed è da 5 anni che la formazione si è stabilizzata a 5 elementi". Il 27 marzo 2013 vengono pubblicati i videoclip ufficiali di entrambi i brani presentati a Sanremo, ossia Vorrei e Dispari, ideati e diretti da Calu.
Nel giugno 2013, in allegato al n. 87 del mensile la Repubblica XL, viene pubblicato un album dal vivo chiamato Cinque, la luna, le spine e il live. Il disco contiene 14 canzoni registrate all'Alcatraz di Milano più il brano dei Marlene Kuntz Nuotando nell'aria registrato a Bologna con Cristiano Godano, frontman della band piemontese. Nel luglio aderiscono al progetto Hai paura del buio?, promosso dagli Afterhours: si tratta di un festival culturale itinerante a cui prendono parte non solo altri musicisti (tra cui Ministri, Il Teatro degli Orrori, Daniele Silvestri e Verdena), ma anche attori di cinema e teatro (Antonio Rezza con Flavia Mastrella, Michele Riondino), scrittori (Chiara Gamberale, Paolo Giordano), disegnatori e ballerini.

### Collaborazione con Battiato:Salva Gente
Nei primi mesi del 2014 il gruppo partecipa alla riedizione dell'album Hai paura del buio? degli Afterhours, collaborando al rifacimento del brano Musicista contabile e ritornando così a lavorare col gruppo milanese guidato da Manuel Agnelli.
Il 2 maggio 2014 viene pubblicato un singolo inedito dal titolo Salva Gente, che vede la partecipazione di Franco Battiato. Il 15 maggio seguente viene pubblicato anche il videoclip del brano, diretto da Bruno D'Elia. Il brano Salva Gente anticipa la pubblicazione di una raccolta chiamata proprio Salva gente, che celebra i dieci anni di attività del gruppo. L'album, che si arricchisce di altre collaborazioni e di versioni rivisitate, viene pubblicato il 27 maggio 2014.

### Ritorno alle origini
Il 4 giugno 2015 annunciano sulla loro pagina Facebook, in occasione della ristampa del primo album della band, Muscoli e dei, il ritorno alla formazione originaria composta dai soli Gulino, Pipitone e Paolini. I tre affermano comunque di non escludere collaborazioni future con Paolo Pischedda e Mattia Boschi.

### Lostileostile
Dopo aver lanciato una campagna di crowdfunding sul sito Musicraiser, nel dicembre 2015 annunciano la pubblicazione di un nuovo album. L'album Lostileostile viene pubblicato il 1º aprile 2016.
Nel 2017 il chitarrista Carmelo Pipitone, insieme al duo Giuradei e al batterista dei Verdena Luca Ferrari, forma il gruppo musicale Dunk. La band pubblica un album omonimo nel gennaio 2018 (anticipato dai singoli È altro e Noi non siamo del 2017) e due singoli, L'originale e Capitale, nell'ottobre 2018.

## Formazione

### Formazione attuale
- Giovanni Gulino – voce (2002-presente)
- Carmelo Pipitone – voce, chitarra (2002-presente)
- Ivan Paolini – batteria (2004-presente)

### Ex componenti
- Paolo Pischedda – tastiere, violino (2008-2015)
- Mattia Boschi – violoncello, basso (2008-2015)

## Discografia

### Album in studio
- 2003 – Muscoli e dei
- 2005 – C'è gente che deve dormire
- 2008 – Sushi & Coca
- 2011 – Carne con gli occhi
- 2013 – Cinque, la luna e le spine
- 2016 – Lostileostile

### Album dal vivo
- 2013 – Cinque, la luna, le spine e il live

### Raccolte
- 2014 – Salva gente

### EP
- 2008 - Nudi e crudi
- 2011 – Carne con gli occhi live EP

### Singoli
- 2003 – Stitichezza cronica
- 2003 – Vecchi difetti
- 2005 – Perché non pesi niente
- 2006 – L'abbandono
- 2008 – L'unica cosa
- 2009 – La spesa
- 2010 – Senza rete
- 2011 – Cristiana
- 2011 – Di vino
- 2012 – Cromatica
- 2013 – Vorrei

### Partecipazioni
- 2008 – AA.VV. 26 canzoni per Peppino Impastato, con il brano Negghia
- 2009 – AA.VV. Afterhours presentano: Il paese è reale (19 artisti per un paese migliore?), con il brano Mercoledì
- 2010 – AA.VV. Materiali resistenti, con il brano Coda di lucertola
- 2012 – AA.VV. Le canzoni ai testimoni, con il brano Contessa
- 2012 – AA.VV. Tributo a Ivan Graziani, con il brano Pigro
- 2012 – AA.VV. Qui dove il mare luccica..., con il brano Cromatica

## Videografia
- 2008 – Nudi e crudi